# Stazione di Den Helder
Den Helder, è una stazione ferroviaria nella città di Den Helder, Paesi Bassi. È la stazione di testa di superficie a 3 binari e parte terminale della linea ferroviaria Den Helder-Amsterdam. La stazione, costruita nel 1865, è stata demolita e ricostrita 600 metri più a sud nel 1958.